# Francisco do Monte Alverne
Frei Francisco do Monte Alverne, OFM nascido Francisco José de Carvalho (Rio de Janeiro, 9 de agosto de 1784 — Niterói, 2 de dezembro de 1858), foi um frade franciscano e teólogo brasileiro, reconhecido orador e pregador oficial do Império do Brasil, ocupou vários cargos honoríficos, tendo sempre gozado de prestígio junto ao clero e à corte imperial.

## Biografia
Filho de João Antônio da Silva e de Ana Francisca da Conceição, Francisco José de Carvalho apresentou-se em 1800 ao Convento de Santo Antônio, no Rio de Janeiro. Seu documento oficial de ingresso foi expedido pelo ministro provincial do período, Frei Antônio de São Bernardo, em 27 de julho de 1801, com o auxílio do Frei Vitorino de São José. Em 1802, quando chegou ao Convento de São Francisco de Assis, Monte Alverne estudou filosofia e teologia durante quatro anos, junto a uma turma de 11 brasileiros e 11 portugueses, graças à instituição pela qual o mesmo número de brasileiros e portugueses deveriam ter acesso aos estudos religiosos no Brasil. Tornou-se presbítero pela Ordem dos Franciscanos em 1808. O cognome "Monte Alverne", escolhido pela ordem, remete a um período de reflexão. O  Monte Alverne, na região central da Itália, foi o local para onde Francisco de Assis dirigiu-se a fim de refletir sua religiosidade e de onde retornou com a perspectiva da renúncia aos prazeres mundanos e da solidariedade em relação ao próximo.
No Convento de São Francisco, em São Paulo, Frei Francisco do Monte Alverne tornou-se pregador itinerante e lente de filosofia. Mudou-se em seguida para o Rio de Janeiro, onde alcançou o posto de Pregador Real em 1816. Lecionou retórica e outras disciplinas no Colégio São José, na capital do Império. Em 1836, tomado pela cegueira, recolheu-se na casa de amigos em Niterói, local de sua morte em 2 de dezembro de 1858, e atualmente está sepultado no Convento de Santo Antônio. 
Como pregador da Real Capela, proferiu a oração fúnebre da Imperatriz Leopoldina em 1827. Frei Francisco foi ainda considerado por Gonçalves de Magalhães como um dos precursores das ideias românticas no Brasil.

## Obras
- Obras Oratórias (1833), em 4 volumes.
- Compêndio de Filosofia (1859), em que defende o ecletismo dos pensadores franceses e as doutrinas de Locke e Condillac, e combate o tomismo e a escolástica.